# 船津辰一郎

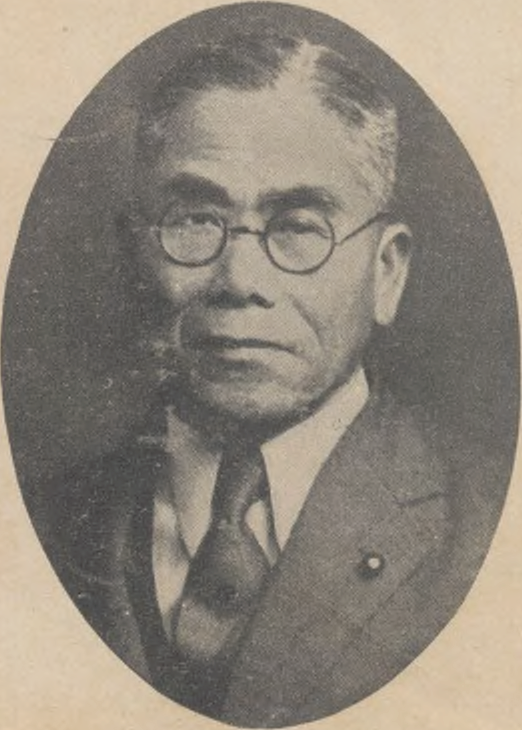
船津辰一郎

船津 辰一郎（ふなつ たついちろう、1873年8月9日　- 1947年4月4日）は、明治時代後半から大正時代にかけての日本の外交官。退官後は実業家に転じた。日中戦争発生後、対中国和平工作（船津和平工作）にたずさわった。汪兆銘の南京国民政府の経済顧問。佐賀県出身。

## 略歴
1873年（明治6年）8月9日、佐賀県杵島郡須古村（現、白石町）に生まれた。佐賀松陰学舎に学んだのち、1889年（明治22年）には大鳥圭介の書生として清の首都北京や朝鮮の首府漢城（現、大韓民国ソウル特別市）に滞在し、中国語および朝鮮語の習得に努めた。1894年、外務省留学生試験に合格し、1896年（明治29年）には山東省の芝罘領事館に書記生として採用された。以後、中国語の実力を活かして主として対中国外交のエキスパートとして外交官経験を積んだ。以後、上海、牛庄での勤務を経て、1907年9月南京副領事、1909年6月には香港領事、同10月には香港総領事代理、1912年南京領事に任官され、北京、奉天、天津でも勤務した。天津と上海では総領事を務めている。性格は温厚篤実で、そのため中国人の朋友が多かったといわれる。1926年（大正15年）、在ドイツ大使館参事官を最後に外交官を退官し、その後は実業界に身を転じて在華日本紡績同業会の総務理事となった。
1937年（昭和12年）7月7日、盧溝橋事件が発生した。日本政府は当初不拡大方針を採用していたにもかかわらず、事変は華北一帯へと広がった。7月30日以降、外務省の石射猪太郎東亜局長の構想による解決試案（停戦条件案と全般的国交調整案）が関係省庁間でまとめられ、8月に入ると昭和天皇もこれに同意して、8月4日の四相会談で決定された。この解決案をもって中国側と交渉する民間人として白羽の矢が立ったのが船津であった。「老中国（ラオチョンクォ）」という愛称で親しまれた船津は中国国民党の人士からも信頼されており、国民政府の要人と会ってじかに交渉することが期待されたのである（船津和平工作）。船津は、当時、帰国中の妻が重体であったにもかかわらず、この重大な任務を引き受けた。長年にわたって中国各地で領事の職を経験した船津が起用されたのは、ひとつには軍部とくに陸軍出先の監視や妨害をかいくぐって中国側の有力者と接触し、中国側から停戦を申し出させるということをねらいとしていた。8月4日に東京を出発し、8月7日に上海に到着した船津は8月9日、国民政府外交部亜州局長の高宗武と会談し、交渉そのものは順調に進んでいくかにみえた。しかし同日、上海では大山事件が起こり、以後、事変は上海に飛び火した（第二次上海事変）。船津の工作はこうして失敗に帰した。
その後は、汪兆銘政権下で上海特別市政府顧問、また南京国民政府の経済顧問などを務めた。1945年8月の日中戦争終結後は、中国に居留していた日本国民の安全確保と日本への帰還に意を尽くした。
1947年（昭和22年）4月4日死去。73歳。郷里の佐賀県白石町普門寺（いまは廃寺）に墓所がある。

## 著作物
- 「北支事変平和工作失敗日記」
- 「南華交渉失敗日記」